# Izabelin (rejon mołodecki)
Izabelin – dawna osada młyńska. Tereny, na których była położona leżą obecnie na Białorusi, w obwodzie mińskim, w rejonie mołodeckim, w sielsowiecie Chożów.

## Historia
W czasach zaborów w gminie Mołodeczno, w powiecie wilejskim, w guberni wileńskiej Imperium Rosyjskiego.
W latach 1921–1945 osada młyńska leżała w Polsce, w województwie wileńskim, w powiecie wilejskim, od 1927 roku w powiecie mołodeczańskim, w gminie Mołodeczno.
Powszechny Spis Ludności z 1921 roku nie podał danych dotyczących miejscowości. W 1931 w 1 domu zamieszkiwało 6 osób.
Wierni należeli do parafii rzymskokatolickiej i prawosławnej w Chożowie. Miejscowość podlegała pod Sąd Grodzki w Mołodecznie i Okręgowy w Wilnie; właściwy urząd pocztowy mieścił się w Chożowie.
W wyniku napaści ZSRR na Polskę we wrześniu 1939 miejscowość znalazła się pod okupacją sowiecką. 2 listopada została włączona do Białoruskiej SRR. Od czerwca 1941 roku pod okupacją niemiecką. W 1944 miejscowość została ponownie zajęta przez wojska sowieckie i włączona do Białoruskiej SRR.